# Арабей II Линкестидски
Вижте пояснителната страница за други личности с името Арабей.
Арабей II (на старогръцки: Ἀρραβαῖος) е княз на Линкестида в Горна Македония през късния V век и началото на IV век пр. Хр.
Той е син на Архабай I от Линкестида. Сестра му е омъжена от около 393 г. пр. Хр. за Сирас и има дъщеря Евридика, която се омъжва за цар Аминта III и става майка на царете Александър II, Пердика III и Филип II.
Той наследява баща си като княз на Линкестида. Той е в съюз с неговия зет Сирас против македонския цар Архелай I, до женитбата на Сирас за най-възрастната дъщеря на цар Архелай I около 390 г. пр. Хр.
Той е вероятно баща на Менелай от Пелагония и Ероп.